# Michele Biancale
Michele Biancale (Sora, 4 ottobre 1878 – Roma, 25 maggio 1961) è stato un critico d'arte e storico dell'arte italiano.

## Biografia
Laureatosi giovanissimo nel 1900 in Lettere con una tesi su "La Tragedia Italiana del '500" , si specializzò in Storia dell’Arte a Londra e Parigi. Tornato in Italia iniziò la sua attività giornalistica di critico militante, redattore per la critica d'arte figurativa de Il Tempo, Il Giornale di Roma, Il Popolo di Roma, Il Messaggero, Il Momento e Momento Sera di cui fu critico d'arte. Collabora inoltre alle più prestigiose riviste italiane: Civiltà, La Fiera Letteraria, Le Fonti, L'Illustrazione italiana, Le Lettere, Nuova Antologia, Rassegna dell’Illustrazione artistica, La Tribuna illustrata, Vita artistica.
Seguendo uno schema tipico della figura del critico durante il XX secolo, lega il suo nome all'attività pubblicistica svolta a partire dalle colonne del quotidiano del quale, di volta in volta, cura la rubrica d'arte. Si impegna nel contempo in un'incessante attività di organizzatore culturale, firmando numerosi cataloghi di mostre d'arte contemporanea presso gallerie pubbliche e private.
Negli stessi anni si dedicò all'insegnamento di storia e filosofia nei licei, in particolare presso il Regio Liceo Ennio Quirino Visconti di Roma.
Ottiene la cattedra di Storia dell'Arte Contemporanea presso l'Università di Roma che seguirà con estrema dedizione, pur senza trascurare la sua fervente attività pubblicistica in qualità di giornalista professionista.
Dopo alcuni saggi giovanili dedicati al Seicento – tema a lungo studiato dall'Autore che, in una "confidenza" pubblicata nel 1919 su “L'Italia che scrive”, ricordava: «[…] ho pronta una larga monografia sui pittori napoletani Cesare e Francesco Fracanzano» – gli interventi su "Evaristo Baschenis" (“L'Arte” 1912 e 1913) e "Giovanni Battista Moroni e i pittori bresciani" (“L'Arte” 1914), 
le sue ricerche si orientarono sull’Ottocento napoletano e sul Novecento.
Nella stessa "confidenza", infatti, Biancale affermava: «Intanto i problemi d'arte moderna non m'interessano meno degli altri […]. L'arte non è né antica, né moderna: è arte.»
In occasione della "Mostra della pittura napoletana dei secoli XVII, XVIII e XIX", tenutasi a Napoli nel 1938, Biancale si occupò della curatela della sezione dedicata alla pittura dell'Ottocento.
Non tralascia, inoltre, di cimentarsi con lavori di grande respiro di sistemazione storiografica; da questo punto di vista rimane essenziale la sua monografia sull'arte italiana dei secoli XIX e XX: Arte Italiana Ottocento-Novecento.
I suoi frequenti viaggi e i lunghi soggiorni in Francia, dapprima come studente e poi come studioso e critico, gli consentirono di conoscere e frequentare grandi pittori dell'epoca tra i quali Henri Matisse e Pierre Bonnard.
La sua attività di critico d'arte lo ha portato, tra l'altro, ad espertizzare numerose collezioni e raccolte d'arte dell'800.
Al critico, si devono importanti monografie su Michele Cammarano, Gioacchino Toma, Enrico Reycend, Antonio Mancini, Plinio Nomellini, Alessio Issupoff, Giovanni Prini e Bernardo Celentano (scritto questo, avvalendosi di preziosi materiali documentari, quali le lettere pubblicate dal fratello dell'artista Luigi).

## Pubblicazioni
- La tragedia italiana nel Cinquecento: Studi letterari, con una Lettera all'autore del prof. Angelo De Gubernatis, Tip. Capitolina D. Battarelli, Roma, 1901.
- Evaristo Baschenis Bergamasco, dipintore degli antichi liuti italiani, Tip. Unione Ed., Roma, 1912.
- L'arte di frate Vittore Ghislandi, Tip. Unione Ed., Roma, 1913.
- Giovanni Battista Moroni e i pittori bresciani, Tip. Unione Ed., Roma, 1914.
- Lo storicismo nella critica dell'arte, in La Tribuna di Roma n. 1883, 25 aprile 1918.
- Attribuzioni caravaggesche, E.Calzone Editore, Roma, 1920.
- Ubaldo Oppi, Hoepli, Milano, 1926.
- Le serpi e gli storpi di Francesco Paolo Michetti, (Estratto dal Bollettino d'Arte del Ministero della Pubblica Istruzione, maggio 1927), Casa Editrice Bestetti e Tuminelli, Milano – Roma, 1927.
- I sette colori, Torino, Ribet, 1929.
- Mostra postuma di Adolfo De Carolis - novembre 1929, A. Rizzoli e C., Milano, 1929.
- Alexis Issupoff: tentoonstelling van schilderijen uit Rusland, Turkenstan en Italie: 10 tot 31 januari 1931, Koninklijke Kunstzaal Kleykamp, Den Haag, 1931.
- Michele Cascella. Dal 15 al 30 novembre 1931 - X, LA CAMERATA DEGLI ARTISTI. Roma. Piazza di Spagna, 1931.
- Il gruppo artistico calabrese, Galleria Pesaro di Milano, Milano, 1931.
- Risposta a Sergio Ortolani: il Gigante e Pitloo, sn, sl, 1932.
- Florestano Di Fausto, Les archives internationales, Gêneve, 1932.
- Antonio Mancini, Ediz. Gli Amici dell'arte, Napoli, 1932.
- Gioacchino Toma, Società editrice di Novissima, Roma, 1933?.
- Bernardo Celentano: Napoli 1835-Roma 1863, Palombi, Roma, 193?.
- Courbet e Cammarano, Estr. da Nuova Antologia, sl, lug. 1935.
- Giuseppe Casciaro, sl, sn, 1935?.
- Dopo quella di Firenze, ecco quella di Siena, sulla stazione di Siena, in "Il Popolo di Roma", 27/12/1935.
- Michele Cammarano, Arti Grafiche Bertarelli, Milano – Roma, 1936.
- Giovanni Prini, F.lli Palombi, Roma, 1936.
- Pietro Gaudenzi: Galleria Dedalo, gennaio 1936, Milano, Rizzoli & C., 1936.
- L'architetto Giuseppe Boni: (1884-1936), Fratelli Palombi, Roma, 1937.
- L'arte dell'arazzo e i fratelli Eroli, in Rassegna dell'Istruzione Artistica, anno IX 1938, 3-4, pp. 95 e seguenti.
- La prima Mostra Triennale delle Terre Italiane d'Oltremare, Napoli, Maggio-Ottobre 1940, in "Le Arti", ottobre-novembre 1940, pp. 54–57.
- Mostra della Galleria di Roma con opere del pittore Domenico De Bernardi: maggio 1941, Roma 1941.
- Pippo Rizzo alla galleria P. Grande espone: Milano, ottobre 1941, Galleria P. Grande, Milano, 1941.
- Adriana Apolloni, Sala della Mostra d'Arte alle Terme, sl, sn, Roma 1943.
- Presentazione al catalogo della personale di Alberto Chiancone alla galleria Forti, Napoli, 1944.
- Mostra personale del pittore Antonio Barrera: Roma 10 maggio - 19 maggio 1944, Galleria San Marco, Roma, 1944?.
- Mostra Personale di William Apap; Galleria di Roma, 19 luglio-19 agosto, 1945, Ist. Grafico Tiberino, Roma 1945.
- Paulo Ghiglia pittore, Edit. stampa, Roma, 1945.
- Alessio Issupoff, Palombi, Roma, 1945.
- Plinio Nomellini, F.lli Palombi, Roma, 1946.
- Prefazione a Luigi Ricci, Maestri, Gole e... Gola, G. Ricordi, Roma, 1947.
- Catalogo della mostra personale di Pina B. Figlioli, presso la Galleria Gregoriana, di Roma, maggio – giugno 1948.
- Castagno, (1423-1457), in Bernard Dorival Les peintres celebres, Geneve, Lucien Mazenod, 1948.
- Mostra postuma di Gino Albieri (1881-1949), Tip. F.lli Palombi, Roma 1949.
- Carlo Fontana: Presentazione di Michele Biancale. Nuova Galleria di Genova, 1-12 giugno 1950, Tip. Ist. Grafico Tiberino, Roma, 1950.
- Antonio Mancini: la vita: Roma, 1852-1930, Palombi, Roma, 1952.
- Paulo Ghiglia, pittore, accademico di S. Andrea: mostra personale del ritratto, sn, Roma, 1952?
- Prefazione a Isabella Far, Giorgio De Chirico, Roma, Bestetti Edizioni D'arte, 1953.
- Il Pinocchio di Emilio Greco (contiene scritti di Michele Biancale, Fortunato Bellonzi, Luciano Budigna, Marco Forti), S. Sciascia, Caltanissetta, 1954.
- Sinisca, Presentazione alla personale presso la Galleria Montenapoleone di Milano del 19 febbraio 1955.
- Il pittore Enrico Reycend (1855-1928) (Testo di Michele Biancale, con introduzione di Marziano Bernardi, selezione delle opere e catalogo a cura di Gigi e Eugenio Gogliato), Edizioni Galleria d'arte Fogliato, Torino, 1955.
- Augustin Filipovic (a cura di Michele Biancale ed Ernesto Galdi), Seti, Soc. Ed. Tip. Italiana, Roma, 1956.
- De Laurentiis al “Pincio”, in Momento Sera, 9-10 maggio 1956.
- Presentazione della mostra personale di Sergio Dino Chesini, presso la galleria il Camino di Roma il 1º ottobre 1956-
- Vedute di via Margutta – Natalia Mola, Alfieri & Lacroix, Milano, 1956.
- Retrospettiva di Alceo Dossena: dal 4 al 14 febbraio 1956, Associazione della stampa romana, Roma 1956.
- Maria Carli Pugliese: Galleria La barcaccia, Roma, 12-22 dicembre 1957, Istituto grafico Tiberino, Roma, 1957.
- Brunetti: Galleria "Il Camino", Roma 7-17 marzo 1957, Galleria "Il Camino", Roma, 1957.
- Mostra retrospettiva di pittura inedita del chirurgo Saturno Muzi: Palazzo Barberini 8-18 gennaio 1957, Tip. Ist. Graf. Tiberino, Roma, 1957.
- Brunetti: Galleria “Il Camino", Roma 7-17 marzo 1957, Galleria “Il Camino”, Roma 1957.
- Pitture di Castagnolo: da giovedì 13 marzo a lunedì 24 marzo, Galleria d'arte La Marguttiana, Roma, 1958.
- De Laurentiis alla “Selecta” , Momento Sera, 8-7-1958.
- Maria Carli Pugliese, Ist. grafico tiberino, Roma, 1958.
- Linda Buonajuti, sn, sl, 196?
- Porcellane di Antonietta Lande, Galleria Barbaroux, Milano, 1960.
- Arcangioli: 5-14 dicembre 1960, Galleria d'arte Cairola, Milano, 1960?
- Ottocento-Novecento, Primato, Roma, 1961.
- Vicentino Michetti, (con testi di M. Biancale, T. Paloscia e V. Maraventano), Arti grafiche delle Venezie, Vicenza, 1975.
- Biancale M., Arte italiana: Ottocento-Novecento, I e II vol., Roma, Primato, 1961.